# Víctor Méndez Baiges
Víctor Méndez Baiges (Jaén, 1962) es un filósofo del derecho español. 
Es Licenciado en Derecho y Filosofía, y Doctor en Filosofía por la Universidad de Barcelona. Es profesor titular de Filosofía del Derecho de la Facultad de Derecho de la Universidad de Barcelona.
Sus líneas de investigación se centran fundamentalmente en la filosofía política de la Ilustración francesa y escocesa, con trabajos sobre Sade, Locke y Adam Smith. 
Es miembro del Observatorio de Bioética y Derecho de la Universidad de Barcelona y miembro del Equipo de Investigación DEMOS UNMSM de la Universidad Nacional Mayor de San Marcos (UNMSM).

## Publicaciones principales
- (Con Héctor Claudio Silveira Gorski): Bioètica i dret. Editorial UOC, 2005. ISBN 84-9788-325-X

- El filósofo y el mercader. Fondo de Cultura Económica, 2004.ISBN 9-789681-672287

- Sobre morir: eutanasias, derechos, razones. Trotta, 2002. ISBN 84-8164-503-6

- Sade (1740-1814) Ediciones del Orto, 1998. ISBN 84-7923-181-5

- J. Mill. Ensayos sobre derecho y política. (Trad. de Víctor Méndez Baiges) Comares, 1997. ISBN 84-8151-420-9

- La tradición de la intradición : Historias de la filosofía española entre 1843 y 1973. Madrid, Tecnos, 2021. ISBN 978-84-309-8155-7